# Semešnica
Semešnica je je rijeka u Bosni i Hercegovini, lijeva pritoka Vrbasa.
U Vrbas se ulijeva nizvodno od Donjeg Vakufa. Duga je 18 km. 
Općinsko vijeće proglasilo je područje Semešnice zaštićenim područjem 2006. U rijeci ima dabrova, koji su ponovno nastanjeni 2005. nakon što su prije bili istrijebljeni zbog krivolova.